# La Ruta de la Sal
La Ruta de la Sal és la regata d'altura més important del Mediterrani, amb prop de 200 embarcacions i més d'un miler de regatistes participants de diverses nacionalitats. Es disputa anualment des de 1989 durant la Setmana Santa i la destinació final és el port de Sant Antoni de Portmany, a l'illa d'Eivissa. Actualment té tres sortides: des de Barcelona, des de Dénia i des d'Andratx, i el seu recorregut aproximat és d'un mínim d'entre 103 i 140 milles nàutiques en funció de la ruta.
És considerada de certa dificultat perquè la llarga durada i les dates en què se celebra fan que la meteorologia pugui ser molt variable. Impulsada originalment per l'Associació de Navegants d'Altura Mediterranis (ANAM), avui compta amb el suport de la Real Asociación Nacional de Cruceros (RANC) i la col·laboració de diversos clubs nàutics i de les federacions de vela catalana, valenciana i balear.

## Recorregut i reglament
Actualment hi ha tres versions de recorregut:
- Versió Barcelona (des de 1989): De Port Ginesta (Sitges, Garraf) a Sant Antoni de Portmany. Distància mínima aproximada de 140 mn.
- Versió Dénia (des de 1991): De Dénia (Marina Alta) a Sant Antoni de Portmany, deixant les illes de Formentera, Tagomago i Eivissa per babord. Distància mínima aproximada de 120 mn.
- Versió Mallorca (des de 2017): D'Andratx (Mallorca) a Sant Antoni de Portmany, deixant les illes de Tagomago, Formentera, Es Vedrà, Bledes i Sa Conillera per estribord. Distància mínima aproximada de 103 mn.

Les instruccions de regata publicades pels organitzadors es basen en el Reglament de Regates a Vela (RRV) de World Sailing –organisme internacional que regula la pràctica de la vela esportiva– i els temps obtinguts es ponderen amb el sistema de compensació RI (Rating International).

## Categories

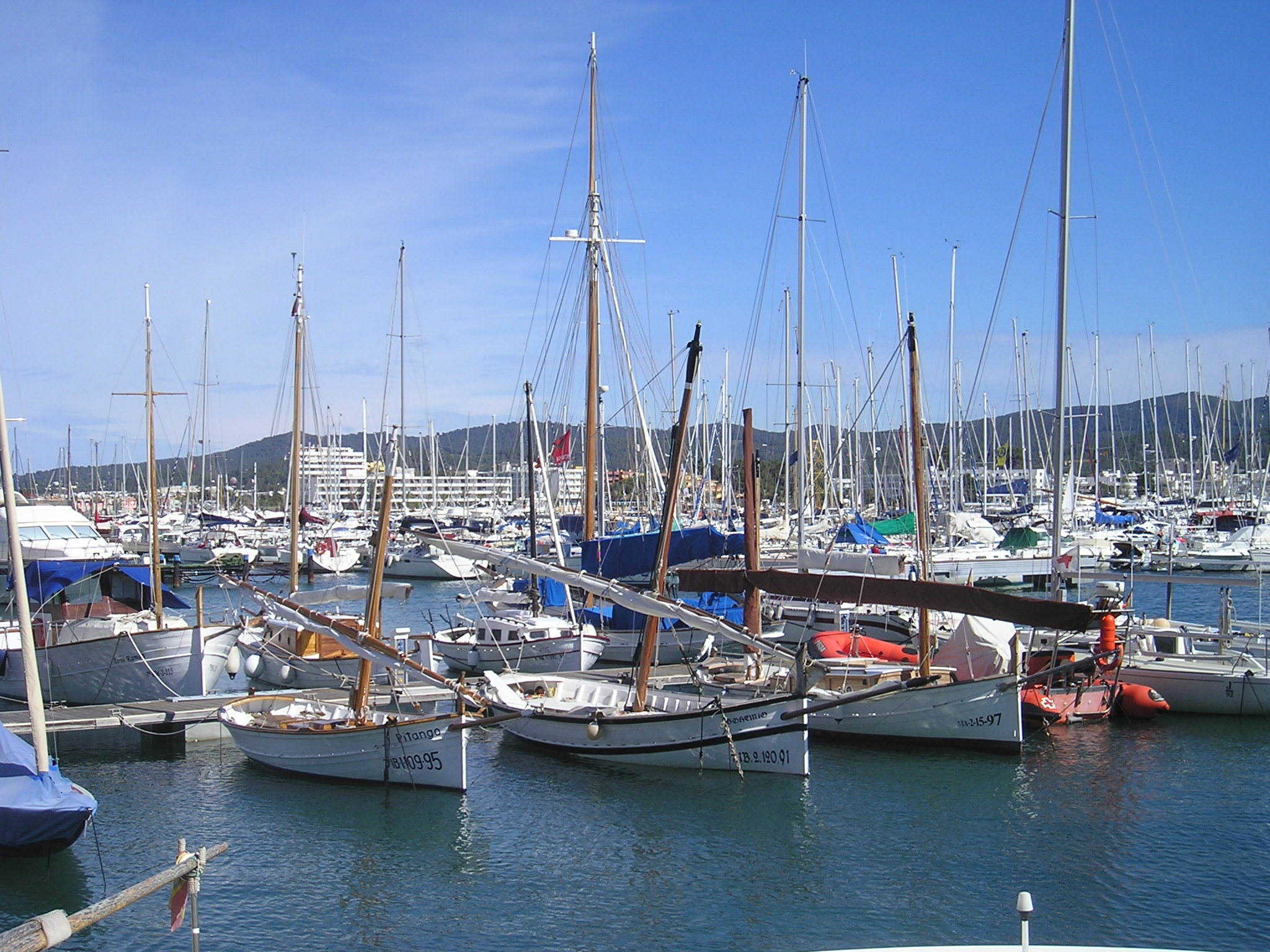
Vista del port de Sant Antoni de Portmany (Eivissa).

Les embarcacions participants s'enquadren en les següents categories:
- ALFA: Creuers actuals. Dissenys a partir de 2005.
- BRAVO: Creuers clàssics. Dissenys des de 1992 a 2004.
- CHARLIE: Creuers dissenyats abans de 1992.
- DELTA: Multicascs de creuer (de construcció en sèrie i habitables entre cascs)

Segons tripulació:
- GOLF: Creuers tripulats per dues persones.
- SALINA: Per a tripulacions formades exclusivament per dones.
- TRAINING: Embarcacions en llista 6a (de lloguer o xàrter) amb patró professional o d'experiència contrastada.

## Història
La regata s'inspira i recrea un fet històric succeït el maig de 1846 durant la Segona Guerra Carlina. En aquell moment Barcelona es trobava bloquejada per les tropes carlines –l'anomenada Revolta dels Mariners– i s'esgotaven les reserves de sal de què disposava la ciutat. Un conegut home de negocis va reptar diversos armadors per tal que portessin sal de les salines de les illes Pitiüses, prometent pagar amb or a qui en retornés abans. El guanyador va ser una goleta de Baltimore anomenada Falcó Maltès.
La primera edició organitzada per l'ANAM el 1989 fou impulsada pel navegant Pep Farrés i comptà amb la participació de 36 embarcacions, que ja s'havien doblat l'any següent i que superaren els 100 inscrits el 1991 amb la inauguració d'un segon recorregut des de Dénia. L'any 200 s'arribà a les 300 embarcacions participants, si bé en edicions posteriors s'ha limitat la participació a 200 naus.